# Minčol (Magura Orawska)

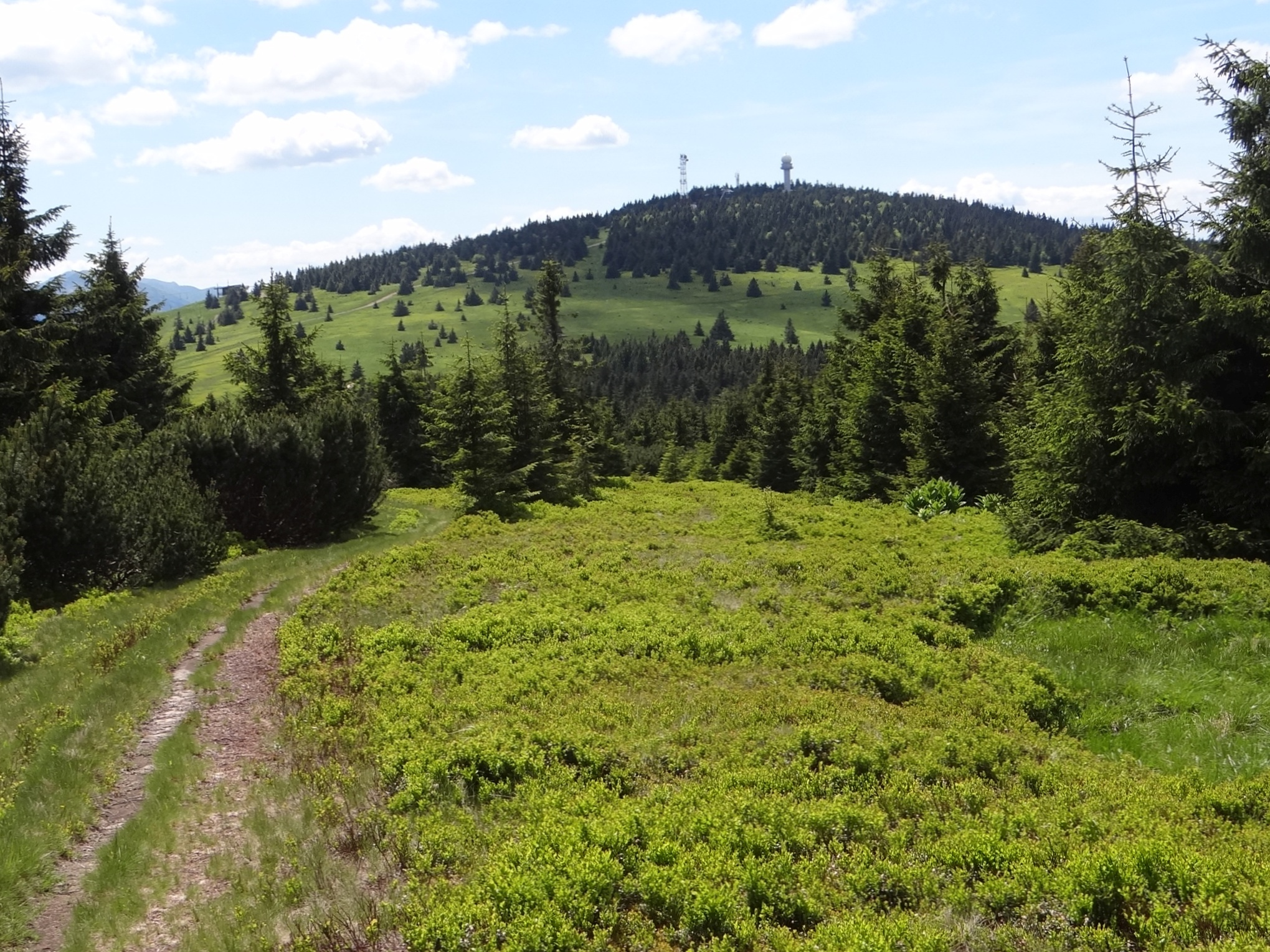
Szczyt Minčola z wieżami telekomunikacyjnymi

Minčol (1394 m) – najwyższy szczyt w grupie górskiej Magury Orawskiej w Zewnętrznych Karpatach Zachodnich na Słowacji.

## Położenie
Minčol wznosi się w południowo-zachodniej części tych gór, wyznaczając zachodni kraniec wału Kubińskiej Hali (w szerszym pojęciu). Od właściwego masywu Kubińskiej Hali na wschodzie oddziela go szerokie, halne siodło Sedlo Kubínska hoľa (ok. 1310 m). W kierunku zachodnim od szczytu Minčola wybiega długie ramię górskie ze szczytami Rohoľa (1202 m), Hlasna Skala (993 m) i Pavláškova Skalka (928 m), opadające nad centrum wsi Zázrivá. W kierunku południowym od masywu Minčola wybiega kilka rozgałęziających się grzbietów, opadających łagodnie ku dolinie Orawy między Dolnym Kubinem a Wieliczną. Minčol stanowi również zwornik dla odgałęziającej się tu ku północy potężnej rosochy Paráča.
Szczyt Minčola, podobnie jak i cały grzbietowy fragment Kubińskiej Hali, charakteryzuje się surowymi warunkami klimatycznymi. Zimą są tu znaczne opady śniegu, z którego częste i wiejące z dużą prędkością północne wiatry formują potężne zaspy. Na drzewach tworzą się fantastyczne formy z lodowej szreni.
Na szczycie Minčola zamontowano dwa maszty z przekaźnikami radiowokomunikacyjnymi.

## Flora i fauna
Szczyt góry porasta rzadki las świerkowy, w którym przeważają świerki poprzerastane krzaczastymi formami jarząbu pospolitego. Świerki rosną tu w luźno rozrzuconych grupach, są niskie, zwykle pokaleczone przez szreń i okiść, często przybierają formy „sztandarowe”. W kierunku wschodnim spod samego prawie szczytu wzdłuż grzbietu opada łagodnie szeroka polana z licznymi borówczyskami.
Północno-zachodnie stoki masywu Minčola, opadające ku dolinie potoku Zázrivka, wchodzą w skład pasma ochronnego Parku Narodowego Mała Fatra. Górna część tych stoków, dość stroma, obejmująca fragment regla dolnego i regiel górny, porośnięta jest lasami bukowo-jodłowymi i świerkowymi o charakterze zbliżonym do pierwotnego. Wraz ze źródliskami potoku Zázrivka, gdzie występuje szereg chronionych gatunków flory, jest objęta ochroną w rezerwacie przyrody „Minčol”.
Północno-wschodnie stoki góry opadają w górnych partiach dość połogo ku źródliskom potoku Hruštínka. Nieprzepuszczalne podłoże sprawia, że zarówno polany, jak i las są miejscami podmokłe. Na wysokości ok. 1180 m znajduje się tu niewielki staw utworzony w misie dawnego osuwiska, chroniony od 1974 r. jako pomnik przyrody pod nazwą Puchmajerovej jazierko.

## Turystyka
Na szczyt góry wyprowadzają znakowane szlaki turystyczne:
 z przełęczy Przysłop przez szczyt Kubińskiej Hali 2 h 45 min. (z powrotem 2 h 30 min);
 z Zázrivej przez szczyt Hlasna skala 2 h 30 min (z powrotem 2 h);
 z Dolnego Kubina 3 h 30 min (z powrotem 3 h);
 ze szczytu Minčol (1139 m) 1 h (z powrotem 45 min).
Na szerokim grzbiecie, opadającym spod szczytu Minčola ku południowemu wschodowi, znajduje się dość ruchliwy Ośrodek narciarski Kubínska hoľa z kilkoma wyciągami narciarskimi, z których dwa wywożą narciarzy prawie na sam szczyt góry.